# Paul Gonsalves
Paul Gonsalves (* 12. Juli 1920 in Brockton, Massachusetts; † 15. Mai 1974 in London, Großbritannien) war ein Tenorsaxophonist des Swing und Bebop.

## Leben und Wirken
Der Sohn kapverdischer Emigranten wuchs in Pawtucket, Rhode Island, auf und lernte wie seine beiden Brüder beim Vater Gitarre zu spielen. Er spielte zunächst internationale Folkmusik, u. a. portugiesische Volkstänze, bevor er mit 16 Jahren zum Tenorsaxophon wechselte. Nach Abschluss der Highschool studierte er ab 1938 an der Rhode Island School of Design und erhielt zusätzlich Privatunterricht, auch auf der Klarinette.
Seine ersten Engagements als professioneller Musiker hatte Gonsalves bei Henry McCoy in Providence, bei Phil Edmonds in New Bedford und nach dreijährigem Militärdienst 1945 bei Sabby Lewis in Boston. Als Nachfolger von Illinois Jacquet spielte er im Orchester von Count Basie (1946–1949) und war dann bei Dizzy Gillespie (1949/50) engagiert. Nach der Auflösung von dessen Bigband wurde er Mitglied des Orchesters von Duke Ellington, in dem er als Nachfolger von Ben Webster zu einem der Stars avancierte. Gonsalves verfügte über einen von Coleman Hawkins beeinflussten Personalstil, eine Synthese aus Swing und Bebop. Ellington sagte über ihn: „Paul hatte eine gründliche musikalische Ausbildung, seine Soli sind großartig und an seinem Spiel ist nicht zu rütteln.“ Im Jahre 1953 war er für kurze Zeit Mitglied des Orchesters von Tommy Dorsey, kehrte dann aber zu Ellingtons Ensemble zurück.
Zu einer Zeit, als das Interesse an den größeren Swing-Orchestern schwand, und Ellington von verschiedenen langjährigen musikalischen Mitstreitern verlassen wurde, war Paul Gonsalves am erfolgreichen Comeback des Orchesters Duke Ellington beteiligt.
Das Duke Ellington Orchestra nahm am 7. Juli 1956 am Newport Jazz Festival teil. Wie bereits einmal im Jahre 1951 im legendären Jazzclub Birdland verband Ellington seine ursprünglich separaten Kompositionen Diminuendo in Blue und Crescendo in Blue aus dem Jahre 1937 zu Diminuendo and Crescendo in Blue und gestattete Gonsalves ein Tenorsaxophonsolo am Ende des Diminuendo-Teils. Die anschließende Veröffentlichung des Live-Mitschnittes dieses sich über 27 Chorusse eines Blues-Schemas erstreckenden Solos brachte dem Orchester das lang ersehnte Comeback. Gonsalves steht auch im Vordergrund bei den Sessions, die im gleichen Jahr in Chicago entstanden sind (The Private Collection Volume 1 – Studio Sessions, Chicago 1956).
Daneben entstanden eine Reihe von Alben unter eigenem Namen, die er u. a. mit Nat Adderley, Roy Eldridge, Rolf Ericson, Raymond Fol, Tootie Heath, Earl Hines, Johnny Hodges, Jo Jones, Wynton Kelly, Eddie Lockjaw Davis und Ray Nance einspielte. Seine 24-jährige Mitgliedschaft in der Ellington-Band war durch gelegentliche Abwesenheiten unterbrochen, die seinem Alkoholismus und Drogenmissbrauch geschuldet waren. Während eines Londonaufenthalts erlitt er einen gesundheitlichen Zusammenbruch. Paul Gonsalves starb am 14. Mai 1974 an Herzversagen, nur 10 Tage vor seinem langjährigen Freund und Bandleader Ellington, der zu krank war, um die Nachricht aufzunehmen. Gonsalves, Ellington und Tyree Glenn wurden zur gleichen Zeit beim selben New Yorker Leichenbestatter aufgebahrt.

## Bedeutung
Paul Gonsalves verfügte über einen großen, jedoch leichten, seidig-warmen Ton, der besonders in seinen rhapsodischen Interpretationen von Balladen (etwa in Ellingtons Far East Suite) zum Tragen kam. Ellington lobte ihn als „hochgradig erfahren und von ungeheurer Imagination“. Technisch habe Gonsalves alles spielen können, was ihm einfiel.
Der von Gonsalves beeinflusste David Murray schrieb eine Hommage an ihn (auf seinem Album David Murray Big Band Conducted by Lawrence „Butch“ Morris).

## Diskografische Hinweise
- Cookin’ – (Argo – 1957) mit Clark Terry, Willie Jones, Jimmy Woode, Sam Woodyard
- Duke with a Difference – (Riverside – 1957) mit Clark Terry, Quentin Jackson, Tyree Glenn, Johnny Hodges, Billy Strayhorn, Jimmy Woode, Sam Woodyard
- Ellingtonia moods and blues – (RCA 1960) mit Ray Nance, Booty Wood, Johnny Hodges (als Cue Porter), Jimmy Jones, Al Hall, Oliver Jackson
- Gettin’ together – (Jazzland Records 1961) mit Nat Adderley, Wynton Kelly, Sam Jones, Jimmy Cobb
- Tenor stuff – (Columbia 1961) mit Ray Nance, Harold Ashby, Sir Charles Thompson, Aaron Bell, Jo Jones
- Tell It The Way It Is – (Impulse Records – 1963) – LP mit Ray Nance, Rolf Ericson, Johnny Hodges, Walter Bishop junior, Ernie Shepard, Osie Johnson
- Cleopatra – Fellin’ Jazzy – (Impulse Records – 1963) – LP mit Hank Jones, Dick Hyman, Kenny Burrell, George Duvivier, Roy Haynes
- Salt and Pepper – (Impulse Records – 1963) – LP mit Sonny Stitt, Hank Jones,  Milt Hinton, Osie Johnson
- Love Calls – (RCA – 1967) – LP mit Eddie Lockjaw Davis, Roland Hanna, Everett Barksdale, Ben Tucker, Grady Tate
- just a-sittin and a-rockin – (Black Lion Records – 1970) – LP mit Ray Nance, Norris Turney, Hank Jones, Raymond Fol, Al Hall, Oliver Jackson
- Paul Gonsalves Meets Earl Hines (Black Lion Records, 1974)